# Eudorylas biroi
Eudorylas biroi är en tvåvingeart som först beskrevs av Kertesz 1903.  Eudorylas biroi ingår i släktet Eudorylas och familjen ögonflugor. Inga underarter finns listade i Catalogue of Life.